# Marliese Echner-Klingmann
Marliese Echner-Klingmann (* 26. Januar 1937 in Heidelberg; † 16. November 2020 in Spechbach; eigentlich Marie-Elisabeth Echner-Klingmann) war eine deutsche Mundartdichterin und Bühnenautorin.

## Leben
Marliese Echner-Klingmann wurde als Marie-Elisabeth Echner im Jahr 1937 in Heidelberg geboren.
Sie wuchs mit einem sechs Jahre jüngeren Bruder, Heinrich im Schreinerdorf Eschelbronn auf. Ab 1939 kämpfte ihr Vater als Soldat im Zweiten Weltkrieg, wobei er ab 1945 als vermisst galt. Währenddessen lebte der Rest der Familie auf dem Bauernhof der Großeltern. Nach ihrer Schullaufbahn, die sie mit der mittleren Reife abschloss, absolvierte Marliese Echner eine Ausbildung als Bürokauffrau. Als sie 1959 heiratete, gab sie ihren Beruf auf. Aus der Ehe gingen zwei Kinder hervor.
Marliese Echner-Klingmann begann Mitte der 1960er Jahre Gedichte, Geschichten und Glossen sowohl in der Eschelbronner Mundart, als auch in Schriftdeutsch zu verfassen. 1981 gewann sie für die Satire „Volkstrauertag“ den zweiten Preis beim Pfälzischen Mundartdichterwettstreit in Bockenheim an der Weinstraße. Im Laufe der Jahre erhielt sie weitere Preise und Auszeichnungen für Gedichte, Geschichten und Theaterstücke.
1988 gründete sie aus Anlass der Eschelbronner 1200-Jahr-Feier die Theatergruppe „Sellemols“. Ihr erstes Theaterstück heißt „Sellemols - Vom Leineweber- zum Schreinerdorf“, das im Spätjahr 1989 von den „Sellemols Theaterleit Eschelbronn“ uraufgeführt wurde. Alle ihre Theaterstücke beruhen auf wahren Begebenheiten, die sich in Eschelbronn und in Zuzenhausen zugetragen haben.
Sie veröffentlichte zusammen mit Ilse Rohnacher drei Mundart-Gedichtbände und 2000 den „Kraichgauer Wortschatz“, in dem Wörter und Wendungen des östlichen Kraichgaus nachzuschlagen sind. 1996 erhielt Echner-Klingmann beim bundesweit ausgeschriebenen Wettbewerb Landespreis für Volkstheaterstücke den Förderpreis des Landes für ihr Theaterstück „Aus der Lisbeth ihrm Tagebuch - E Dorf em Kraichgau vun 1939 bis 1945“, das vom SWR-Fernsehen aufgezeichnet und im dritten Fernsehprogramm ausgestrahlt wurde. Von Zeit zu Zeit hielt sie Lesungen an Schulen, Bibliotheken oder bei Messen. 2008 wurde ihr in Anerkennung ihres Lebenswerkes die Heimatmedaille des Landes Baden-Württemberg verliehen.

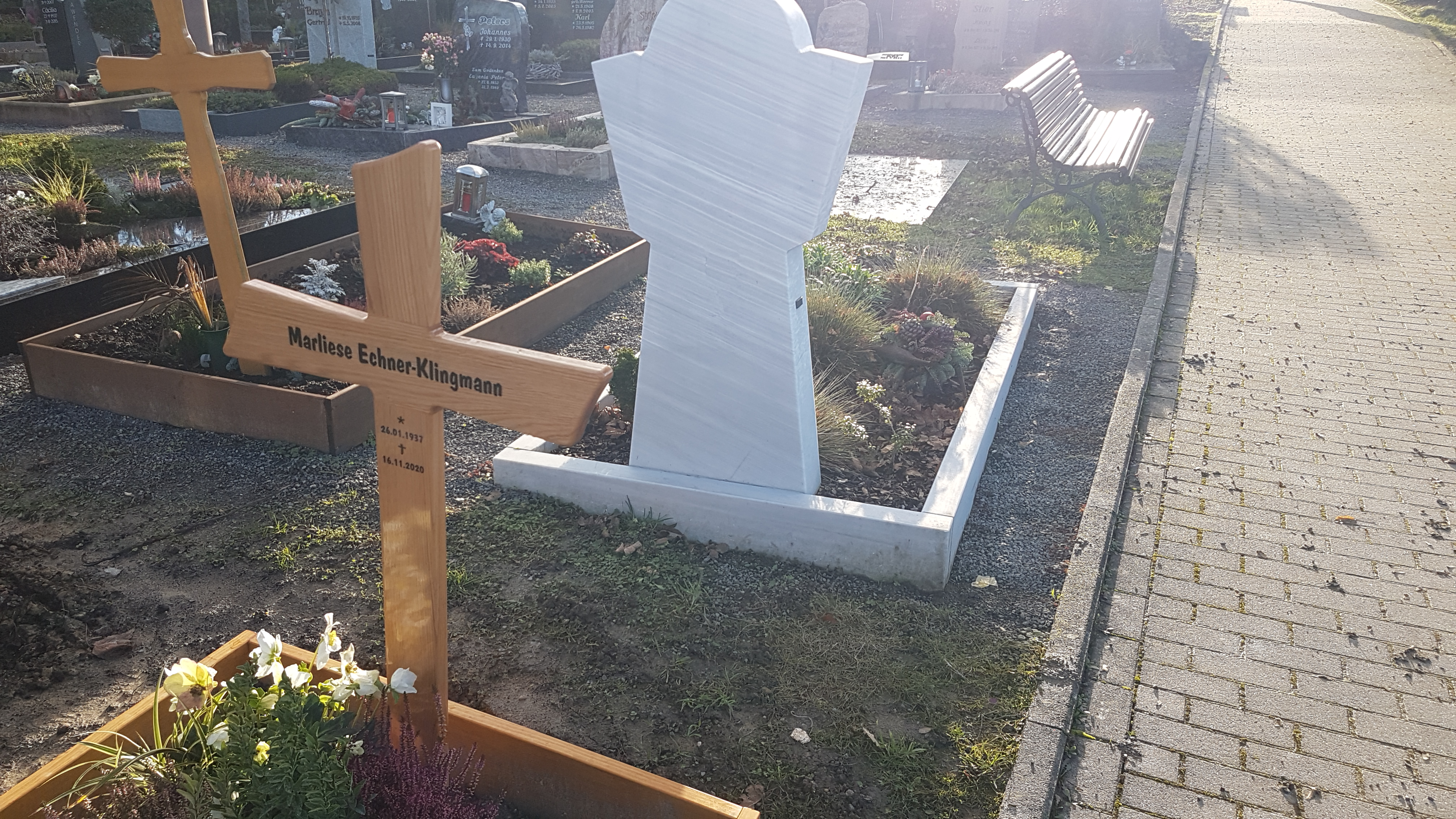
Grab von Echner-Klingmann

Echner-Klingmann starb am 16. November 2020 im Seniorenheim Haus Waldblick in Spechbach. Sie wurde auf dem Friedhof Eschelbronn beigesetzt.

## Werke

### Gedichtbände
- mit Ilse Rohnacher: Stoppelfelder streichle. Mundartgedichte. Pfälzische Verlagsanstalt, Landau 1984
- mit Ilse Rohnacher: Du un ich. Mundartgedichte. Heidelberger Verlagsanstalt, Heidelberg 1988
- mit Ilse Rohnacher: Blädderraschle. Mundartgedichte. C. Winter, Heidelberg 1996
- Von Menschen und anderen Leuten – Gedankensplitter in Reime gesetzt, Sinsheim 2011

### Geschichten
- Dorfgeschichten in Mundart und Schriftdeutsch. Info-Verlag, Karlsruhe 2004; ISBN 3-88190-356-9

### Lexikon
- Kraichgauer Wortschatz. Wörter und Wendungen aus dem östlichen Kraichgau. Hrsg. vom Heimatverein Kraichgau, Eppingen 2001, ISBN 3-921214-18-1

### Theaterstücke
- Sellemols. Vom Leineweber- zum Schreinerdorf (1989)
- Veronika Seyfert (1993)
- Aus der Lisbeth ihrm Tagebuch. E Dorf em Kraichgau vun 1939 bis 1945 (1996)
- S Leewe geht weiter - E Dorf em Kraichgau vun 1945 bis 1954 (2002)
- Zuzenhausen, ein Dorf an der Elsenz (2004)
- Dorfleewe (2008)
- 20 Jahre Sellemols (2009)

## Mitgliedschaft
- Literarischer Verein der Pfalz, Förderverein Mundarttage, Bockenheim an der Weinstraße